# Thomas von Nathusius

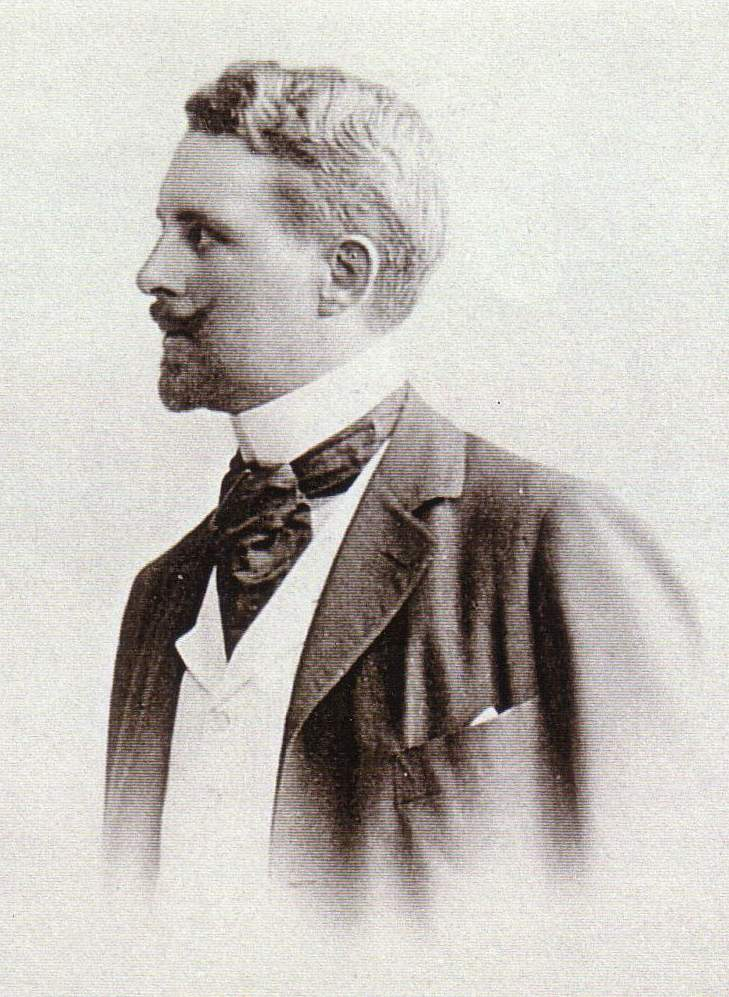
Thomas von Nathusius, ca. 1890

Thomas Engelhard von Nathusius (* 24. September 1866 in Althaldensleben; † 18. August 1904 in Stettin oder 20. August in Berlin) war ein deutscher Landschafts- und Tiermaler.

## Jugend und Ausbildung
Nathusius war der jüngste Sohn des Landrats und Rittergutbesitzers Heinrich von Nathusius und seiner Frau Louise, geb. Behmer. Sein Großvater war der wohlhabende Kaufmann und Fabrikbesitzer Johann Gottlob Nathusius, und eine Cousine ersten Grades die Portraitmalerin Susanne von Nathusius.
Seine Jugend verlebte er auf dem väterlichen Rittergut Althaldensleben, wo er zunächst von Hauslehrern unterrichtet wurde. Sein Abitur machte er auf der Internatsschule Roßleben. Es folgte eine Militärdienstzeit als Einjähriger.
Ab 1886 studierte Nathusius an der Großherzoglichen Badischen Akademie der Bildenden Künste. Mit einer Unterbrechung in den Jahren 1888 und 1889 war er dort bis 1892.

## Berufsleben

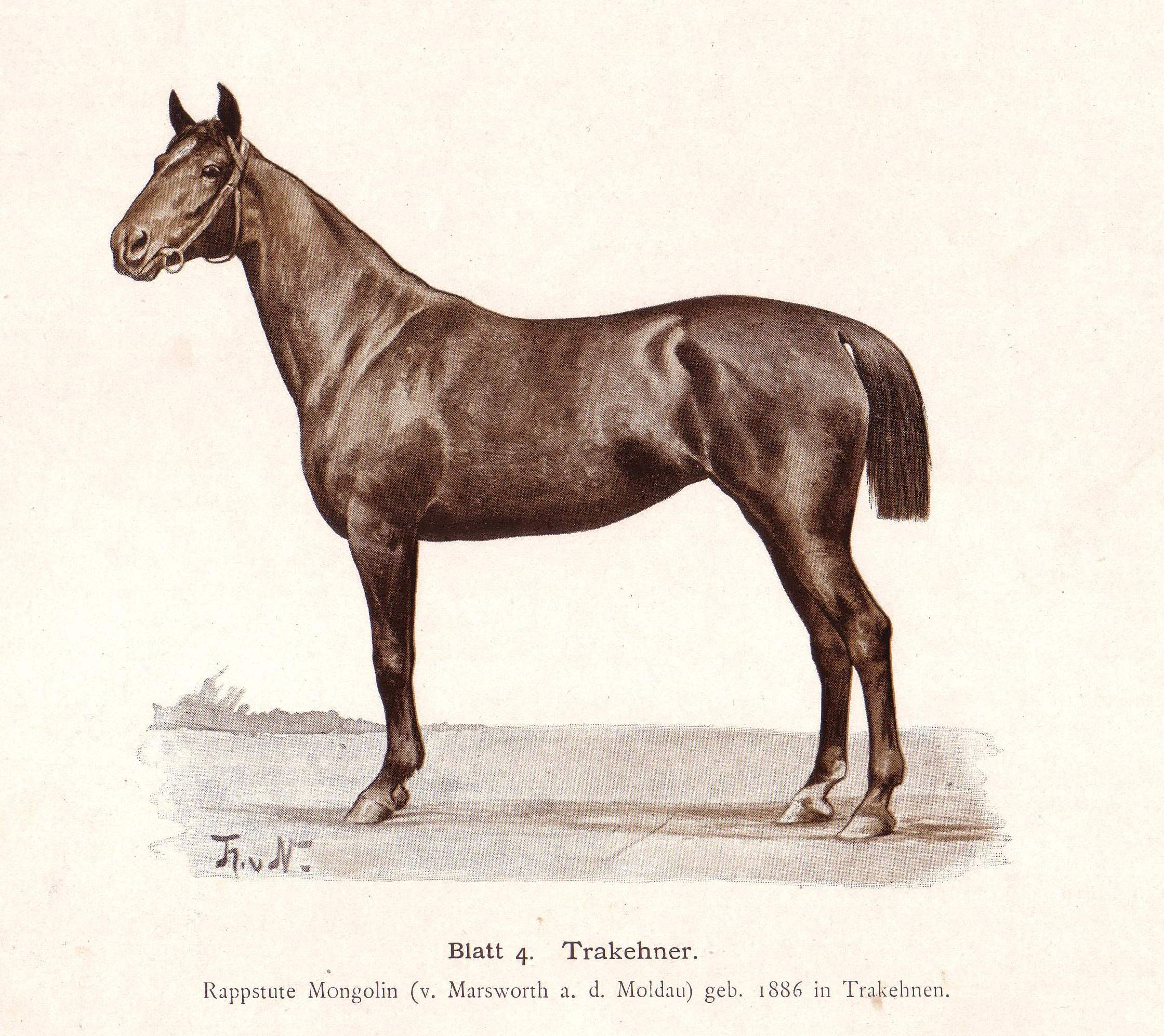
Rappstute „Mongolin“ (v. Marsworth aus der Moldau), geb. 1886 in Trakehnen, gemalt ca. 1895

Als Maler konzentrierte er sich auf realistische Darstellungen von Tieren, besonders von Pferden. Mehrfach arbeitete er mit seinem Bruder Simon von Nathusius, einem Tierzucht-Professor an der Universität in Halle (Saale), bei der Bebilderung von dessen Werken zusammen.
Am 9. Juli 1895 heiratete Nathusius eine Nichte zweiten Grades, die Schriftstellerin Annemarie von Nathusius mit der er in Berlin wohnte. Die Ehe blieb kinderlos und wurde kurz vor seinem Tod wieder geschieden.
Nathusius erlag 1904 im Diakonissen-Krankenhaus Bethanien in Stettin einer schweren Krankheit, an der er seit 1900 gelitten hatte. Sein Grab befindet sich auf dem Nathusius’schen Familienfriedhof in Althaldensleben.
Mitwirkung als Illustrator (Auswahl)
- Simon von Nathusius: Atlas der Rassen und Formen unserer Haustiere. Eugen Ulmer, Stuttgart 1904.
  - Band 1: Die Pferderassen.
  - Band 2: Die Rinderrassen.
  - Band 3: Die Schweinerassen, die Schafrassen, die Ziegenrassen.
  - Band 4: Verschiedenheiten der Formen, verursacht durch Variabilität, Gebrauchszweck, Aufzucht, Alter, Geschlecht usw.